# Paul Hazard
Paul Hazard (ur. 30 kwietnia 1878 w Noordpeene, zm. 12 kwietnia 1944) – francuski historyk literatury, historyk kultury i komparatysta.

## Życiorys
Uczęszczał do Collège d’Armentières, później do Lycée de Lille oraz Lycée Lakanal. Po ukończeniu służby wojskowej w 1900 r. rozpoczął studia na École normale supérieure w Paryżu. Dzięki uzyskanemu stypendium po ukończeniu studiów wyjechał do Włoch, gdzie spędził 2 lata. Po powrocie do Francji pracował jako nauczyciel w szkole średniej, uczył łaciny, greki oraz francuskiego. 
W 1910 r. opublikował prace: La Révolution française et les lettres italiennes 1789–1815 (na podstawie której się doktoryzował) oraz Le  Journal de Ginguené, 1807–1808. Następnie rozpoczął pracę na Uniwersytecie w Lyonie, gdzie wykładał komparatystykę. W 1912 r. otrzymał Prix d’éloquence Akademii Francuskiej za Discours sur la langue française. W 1914 r., we współpracy z mediewistą Josephem Bédier oraz z Fernandem Baldenspergerem opublikował w trzech tomach Bibliothèque de littérature comparée. 
Po I wojnie światowej wykładał na amerykańskich uniwersytetach, m.in. na Uniwersytecie Columbia, rozpoczął również pracę na Sorbonie, gdzie był profesorem. Był współzałożycielem pisma Revue de Littérature Comparée w 1921 r. W 1924 r. współpracował przy tworzeniu Association des études francaises, a od 1925 r. był profesorem na Collège de France. W 1929 r. opublikował Études critiques sur Manon Lescaut, a w 1931 – Don Quichotte de Cervantès, étude et analyse. W 1934, wraz z Henrim Bédaridą, badaczem literatury włoskiej, opublikował L’Influence française en Italie au XVIIIe siècle, a w 1937 r. ukazała się praca Les Livres, les enfants et les hommes. W tym samym okresie został doktorem honoris causa uniwersytetów w Turynie, Camerino, Santiago, Meksyku, Harvardzie oraz Sofii.
Jego najważniejsza praca – Kryzys świadomości europejskiej 1680-1715 – została wydana w 1935 r. Praca wzbudziła duży rozgłos, była szeroko komentowana, została uznana za jedno z podstawowych dzieł na temat tego okresu
Od 11 stycznia 1940 r. był członkiem Akademii Francuskiej (fotel 11).
Pośmiertnie (w  1946 r.) wydano pracę Myśl europejska w XVIII w. od Monteskiusza do Lessinga.
Odznaczony m.in. Krzyżem Oficerskim Legii Honorowej.

## Dzieła wydane w Polsce
- Paul Hazard, Myśl europejska w XVIII w. od Monteskiusza do Lessinga, tłum. Halina Suwała, Warszawa 1972.
- Paul Hazard, Kryzys świadomości europejskiej 1680-1715, tłum. Janusz Lalewicz, Andrzej Siemek, Warszawa 1974.